# All Out (2023)
O All Out (2023) foi o quinto evento anual All Out de wrestling profissional pay-per-view (PPV) produzido pela All Elite Wrestling (AEW). Aconteceu durante o fim de semana do Dia do Trabalho em 3 de setembro de 2023, no United Center em Chicago, Illinois, quebrando sua tradição de All Out acontecer na Now Arena, localizada na área metropolitana de Chicago —não incluindo o evento de 2020 devido ao Pandemia de COVID-19 naquele ano.
Treze lutas foram disputadas no evento, incluindo três no pré-show Zero Hour. No evento principal, Jon Moxley derrotou Orange Cassidy para vencer o Campeonato Internacional da AEW. Em outras lutas de destaque, Konosuke Takeshita derrotou Kenny Omega, Luchasaurus derrotou Darby Allin para reter o Campeonato TNT da AEW, e Bryan Danielson derrotou Ricky Starks em uma luta strap sem desqualificações. All Out também foi notável pela aparição de CJ Perry (anteriormente conhecida como Lana na WWE) naquela que foi sua primeira aparição no wrestling profissional desde 2021. Este também foi o primeiro All Out em que o Campeonato Mundial AEW não foi defendido, embora o atual campeão, MJF, tenha atuado no evento.

## Produção

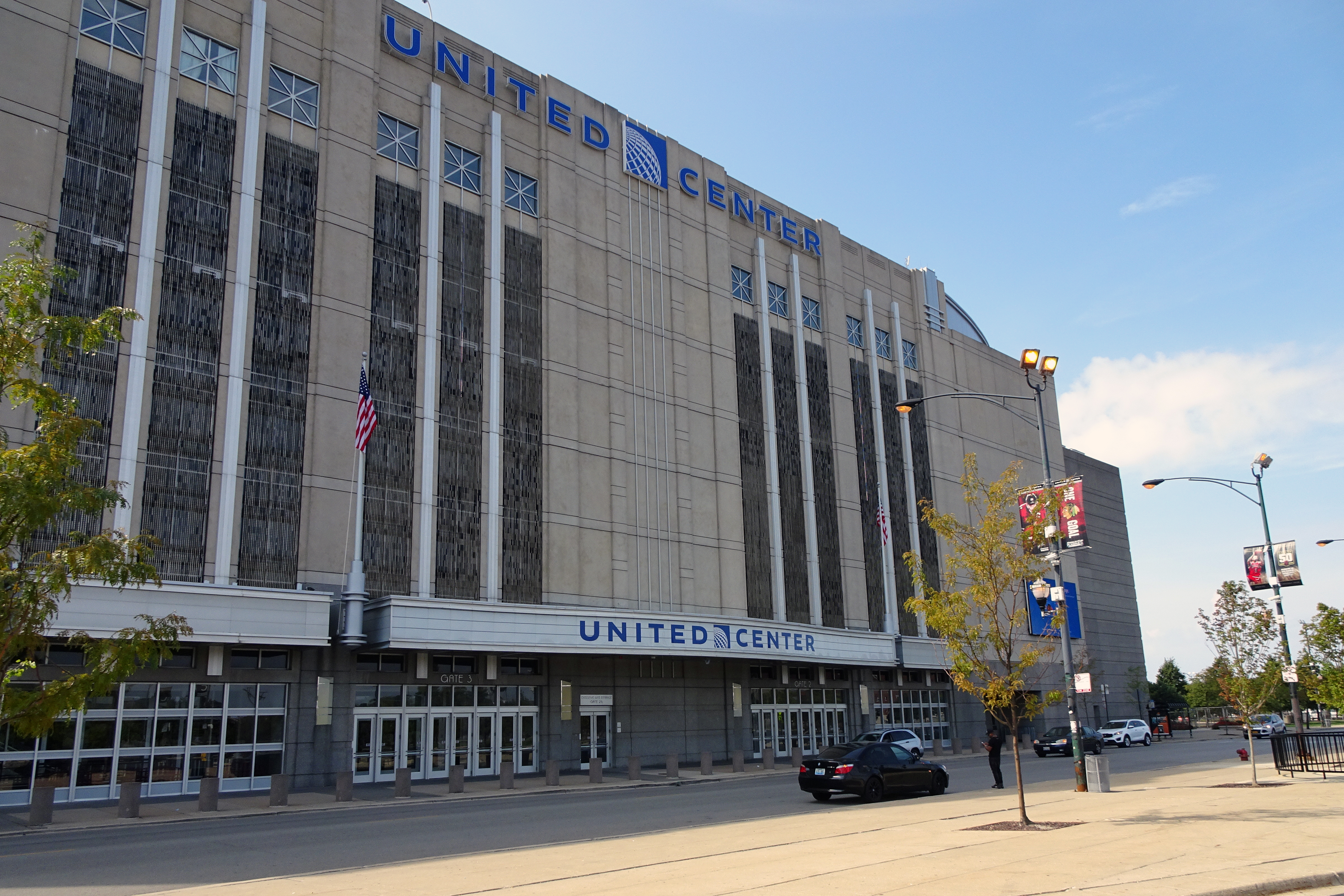
O 2023 All Out aconteceu no United Center em Chicago, Illinois.

All Out é um evento pay-per-view (PPV) de wrestling profissional realizado anualmente durante o fim de semana do Dia do Trabalho pela All Elite Wrestling (AEW) desde 2019. É um dos PPVs "Big Four" da AEW, que também inclui Double or Nothing, Full Gear e Revolution, seus quatro maiores programas produzidos trimestralmente. Durante o Forbidden Door PPV em 25 de junho de 2023, a AEW anunciou que o quinto evento All Out aconteceria em 3 de setembro no United Center em Chicago, Illinois, quebrando sua tradição anterior de ser realizado na Now Arena, localizada no Chicago subúrbio de Hoffman Estates, Illinois — não incluindo o evento de 2020 devido à pandemia de COVID-19 daquele ano. Além disso, como parte da semana All Out, foi revelado que os programas semanais de televisão da AEW, Wednesday Night Dynamite e Friday Night Rampage, seriam realizados na Now Arena em 30 de agosto, com Dynamite sendo transmitido ao vivo naquela noite e Rampage transmitido em fita delay em setembro. 1 e, em seguida, Saturday Collision transmitido ao vivo do United Center em 2 de setembro, na noite anterior ao All Out - Collision é o terceiro programa semanal da AEW lançado em junho. Os ingressos para todos os eventos foram colocados à venda no dia

### Enredos
All Out apresentou treze lutas de wrestling profissional, incluindo três no pré-show, que envolveram diferentes lutadores de rivalidades e enredos preexistentes. As histórias foram produzidas nos programas semanais de televisão da AEW, Dynamite, Collision e Rampage.
Em 21 de julho no Rampage : Royal Rampage, Darby Allin venceu o Royal Rampage Battle Royal para ganhar uma luta do AEW TNT Championship contra Luchasaurus no All Out.
No episódio de 12 de agosto de Collision, Powerhouse Hobbs disse que o próximo capítulo de seu livro seria rotulado como "redenção". Ele então chamou "O Redentor", Miro, que saiu, mas foi atacado por Nick Comoroto e Aaron Solo. Miro tirou Comoroto e Solo do ringue, mas Hobbs o derrubou com um Spinebuster e deixou cair seu livro no peito de Miro. Na semana seguinte, no Collision: Fight for the Fallen, após a luta de Hobbs, Miro apareceu na tela grande e provocou Hobbs por causa de seu livro. Mais tarde, uma partida entre Miro e Hobbs foi anunciada para o All Out. Durante o pré-show do All In Zero Hour, eles assinaram o contrato para a luta, que terminou em briga.
Durante o Dynamite: Fyter Fest em 23 de agosto, Ruby Soho avisou Kris Statlander que iria atrás dela e do AEW TBS Championship. Durante o Rampage : Fyter Fest daquela mesma semana, Statlander atacou o Soho. Na noite seguinte, no Collision : Fyter Fest, o Soho desafiou oficialmente Statlander pelo TBS Championship no All Out, que Statlander aceitou.
No All In, Konosuke Takeshita derrotou Kenny Omega em uma luta de trios para dar a vitória ao seu time. Durante a disputa de mídia do All In, após Don Callis solicitar a luta, o presidente da AEW Tony Khan anunciou que Omega enfrentaria Takeshita no All Out.
Durante semanas, Orange Cassidy esteve envolvido em rivalidades com o Blackpool Combat Club (Jon Moxley, Claudio Castagnoli, e Wheeler Yuta). Em 16 de agosto durante Dynamite: Fight for the Fallen, ele reteve o AEW International Championship contra Yuta. No All In, pouco mais de uma semana depois, ele marcou a vitória de seu time na luta Stadium Stampede ao derrotar Castagnoli. Durante a reunião de mídia pós-evento do All In, Cassidy disse que com os pins sobre Yuta e Castagnoli, ele agora queria imobilizar Moxley em seguida. Foi então anunciado que se Cassidy mantivesse o Campeonato Internacional no episódio de 30 de agosto do Dynamite, ele teria a chance de enfrentar Moxley na defesa do título no All Out. Cassidy manteve, agendando oficialmente a luta.
No episódio de 5 de agosto de Collision, Ricky Starks desafiou CM Punk pelo "Real World Championship", com Ricky "The Dragon" Steamboat servindo como executor externo especial devido a Stark trapacear para derrotar Punk em suas duas partidas anteriores, incluindo as finais da Copa Owen Hart. Após a luta, Starks atacou Steamboat com o cinturão deste último. Como resultado de suas ações contra Steamboat, a AEW (kayfabe) suspendeu Starks por 28 dias. No entanto, Starks adquiriu uma licença de gerente para continuar aparecendo na AEW. Em 30 de agosto, Tony Khan anunciou que no episódio de 2 de setembro, Starks desafiaria Steamboat para uma luta no All Out. Lá, Starks assinou contrato para a luta contra Steamboat. No entanto, como o contrato dizia apenas "The Dragon", "The American Dragon" Bryan Danielson então retornou da lesão e assinou o contrato no lugar de Steamboat, agendando assim Starks para enfrentar Danielson na luta no All Out.

## Recepção
Thomas Hall, do 411Mania, deu ao evento uma nota 8,5 de 10, elogiando sua narrativa. O jornalista de luta livre Dave Meltzer do Wrestling Observer Newsletter avaliou o Charity Battle Royal e a partida do TBS Championship com 2,5 estrelas, a luta de seis mulheres e a luta pelo AEW World Trios Championship com 2 estrelas (as lutas com classificação mais baixa no card), o ROH A luta pelo World Tag Title e a luta pelo TNT Championship com 3,75 estrelas, a luta pelo título da ROH World Television com 2,75 estrelas, a luta Miro-Hobbs e a luta BCC-Shibata e Kingston com 4,25 estrelas, a luta Strap e a luta Omega-Takeshita com 5 estrelas (a correspondências com melhor classificação no cartão); e a luta de oito homens e o evento principal 4,5 estrelas.

## Resultados
| Nº                                          | Resultados | Estipulações                                              | Tempo |
| ------------------------------------------- | --- | --------------------------------------------------------- | ----- |
| Pré- show                                   | "Hangman" Adam Page venceu ao eliminar por último Brian Cage | Over Budget Charity Battle Royale                         | 13:15 |
| Pré- show                                   | Hikaru Shida, Willow Nightingale e Skye Blue derrotaram Diamanté, Athena e Mercedes Martinez (com Billie Starkz)                                                     | Luta de trios                                             | 8:30  |
| Pré- show                                   | Billy Gunn e The Acclaimed (Max Caster e Anthony Bowens) (c) (com Dennis Rodman) derrotaram Jay Lethal, Jeff Jarrett, Satnam Singh (com Sonjay Dutt e Karen Jarrett) | Luta de trios pelo Campeonato de Trios da AEW             | 6:00  |
| 1                                           | Better Than You Bay Bay (Adam Cole e MJF) (c) derrotou The Dark Order (Alex Reynolds e John Silver) (com Evil Uno)                                                   | Luta de duplas pelo ROH World Tag Team Championship       | 14:05 |
| 2                                           | Samoa Joe (c) derrotou Shane Taylor | Luta individual pelo Campeonato Mundial Televisivo da ROH | 6:25  |
| 3                                           | Luchasaurus (c) (com Christian Cage) derrotou Darby Allin (com Nick Wayne)                                                                                           | Luta individual pelo Campeonato TNT da AEW                | 12:20 |
| 4                                           | Miro derrotou Powerhouse Hobbs | Luta individual                                           | 15:40 |
| 5                                           | Kris Statlander (c) derrotou Ruby Soho (com Saraya) | Luta individual pelo Campeonato TBS da AEW                | 12:25 |
| 6                                           | Bryan Danielson derrotou Ricky Starks | Luta Strap sem desqualificações                           | 16:40 |
| 7                                           | Blackpool Combat Club (Wheeler Yuta e Claudio Castagnoli) derrotou Eddie Kingston e Katsuyori Shibata                                                                | Luta de duplas                                            | 15:55 |
| 8                                           | Konosuke Takeshita (com Don Callis) derrotou Kenny Omega | Luta individual                                           | 22:30 |
| 9                                           | Bullet Club Gold (Jay White, Juice Robinson, Colten Gunn e Austin Gunn) derrotou FTR (Cash Wheeler e Dax Harwood) e The Young Bucks (Matt Jackson e Nick Jackson)    | Luta de quartetos                                         | 21:35 |
| 10                                          | Jon Moxley derrotou Orange Cassidy (c) | Luta individual pelo Campeonato Internacional da AEW      | 19:50 |
| (c) – Refere-se aos campeões antes da luta. | |                                                           |       |

### Chave do Torneio Eliminador do Campeonato Mundial de Televisão da ROH
|  | Quartas de final ROH Honor Club TV 27 Julho | Quartas de final ROH Honor Club TV 27 Julho | Quartas de final ROH Honor Club TV 27 Julho |                     |              | Semifinal ROH Honor Club TV 3 Agosto | Semifinal ROH Honor Club TV 3 Agosto | Semifinal ROH Honor Club TV 3 Agosto |  |  | Final ROH Honor Club TV 10 Agosto | Final ROH Honor Club TV 10 Agosto | Final ROH Honor Club TV 10 Agosto |  |
|  |                                             |                                             |                                             |                     |              |                                      |                                      |                                      |  |  |                                   |                                   |                                   |  |
|  | 1                                           | Shane Taylor                                | Pin                                         |                     |              |                                      |                                      |                                      |  |  |                                   |                                   |                                   |  |
|  | 1                                           | Shane Taylor                                | Pin                                         |                     |              |                                      |                                      |                                      |  |  |                                   |                                   |                                   |  |
|  | 8                                           | Serpentico                                  | 4:22                                        |                     |              |                                      |                                      |                                      |  |  |                                   |                                   |                                   |  |
|  | 8                                           | Serpentico                                  | 4:22                                        |                     | Shane Taylor | Shane Taylor                         | Pin                                  |                                      |  |  |                                   |                                   |                                   |  |
|  |                                             |                                             |                                             |                     | Shane Taylor | Shane Taylor                         | Pin                                  |                                      |  |  |                                   |                                   |                                   |  |
|  |                                             |                                             | Christopher Daniels                         | Christopher Daniels | 6:39         |                                      |                                      |                                      |  |  |                                   |                                   |                                   |  |
|  | 4                                           | Christopher Daniels                         | Christopher Daniels                         | Christopher Daniels | 6:39         | Pin                                  |                                      |                                      |  |  |                                   |                                   |                                   |  |
|  | 4                                           | Christopher Daniels                         |                                             |                     |              |                                      |                                      |                                      |  |  |                                   |                                   |                                   |  |
|  | 5                                           | JD Drake                                    | 6:09                                        |                     |              |                                      |                                      |                                      |  |  |                                   |                                   |                                   |  |
|  | 5                                           | JD Drake                                    | 6:09                                        |                     | Shane Taylor | Shane Taylor                         | Pin                                  |                                      |  |  |                                   |                                   |                                   |  |
|  |                                             |                                             |                                             |                     |              |                                      |                                      |                                      |  |  |                                   |                                   |                                   |  |
|  |                                             |                                             | Gravity                                     | Gravity             | 5:28         |                                      |                                      |                                      |  |  |                                   |                                   |                                   |  |
|  | 2                                           | Tony Nese                                   | Gravity                                     | Gravity             | 5:28         | Pin                                  |                                      |                                      |  |  |                                   |                                   |                                   |  |
|  | 2                                           | Tony Nese                                   |                                             |                     |              |                                      |                                      |                                      |  |  |                                   |                                   |                                   |  |
|  | 7                                           | Cheeseburger                                | 6:50                                        |                     |              |                                      |                                      |                                      |  |  |                                   |                                   |                                   |  |
|  | 7                                           | Cheeseburger                                | 6:50                                        |                     | Tony Nese    | Tony Nese                            | 5:35                                 |                                      |  |  |                                   |                                   |                                   |  |
|  |                                             |                                             |                                             |                     | Tony Nese    | Tony Nese                            | 5:35                                 |                                      |  |  |                                   |                                   |                                   |  |
|  |                                             |                                             | Gravity                                     | Gravity             | Pin          |                                      |                                      |                                      |  |  |                                   |                                   |                                   |  |
|  | 3                                           | Gravity                                     | Gravity                                     | Gravity             | Pin          | Pin                                  |                                      |                                      |  |  |                                   |                                   |                                   |  |
|  | 3                                           | Gravity                                     |                                             |                     |              |                                      |                                      |                                      |  |  |                                   |                                   |                                   |  |
|  | 6                                           | Anthony Henry                               | 6:47                                        |                     |              |                                      |                                      |                                      |  |  |                                   |                                   |                                   |  |